# 5538 Луйчеву
5538 Луйчеву (5538 Luichewoo) — астероїд головного поясу, відкритий 9 жовтня 1964 року.
Тіссеранів параметр щодо Юпітера — 3,575.